# Mållmalmätare
Mållmalmätare (Eupithecia simpliciata) är en fjärilsart som beskrevs av Adrian Hardy Haworth 1809. Mållmalmätare ingår i släktet Eupithecia och familjen mätare. Enligt den finländska rödlistan är arten sårbar i Finland. Arten är reproducerande i Sverige. Artens livsmiljö är sandstränder vid Östersjön. Inga underarter finns listade i Catalogue of Life.

## Bildgalleri

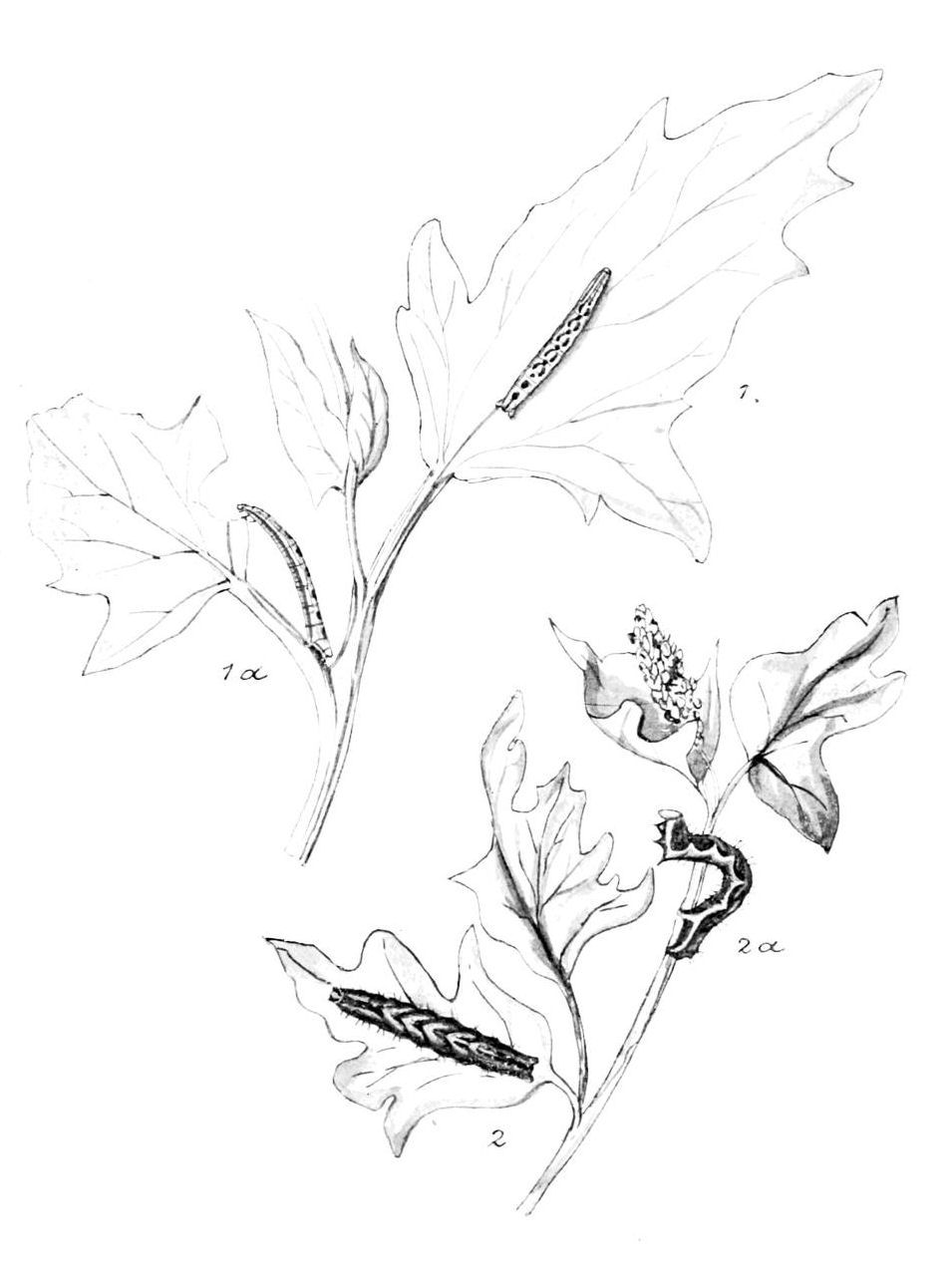
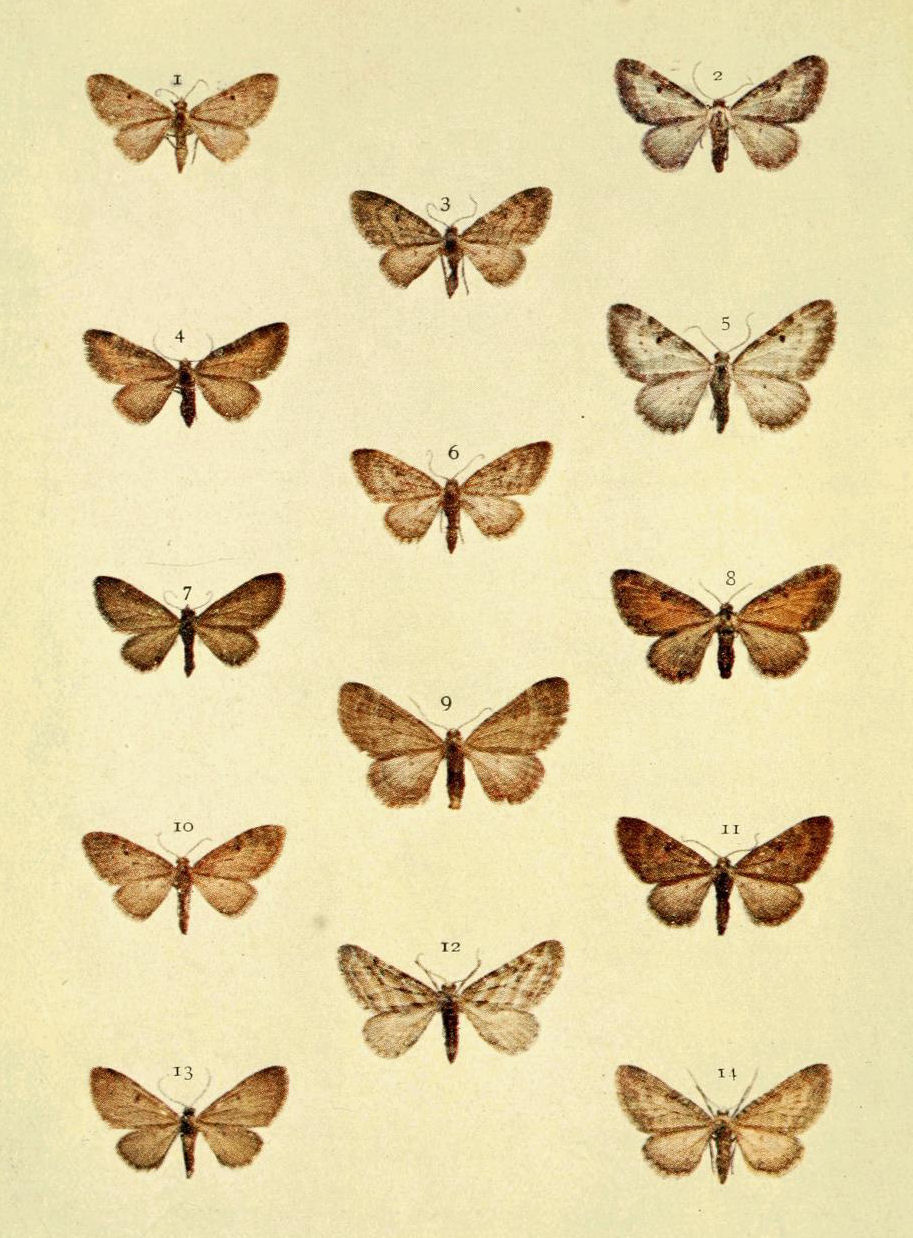